# Dianétique
La dianétique est une théorie d'éveil spirituel ou de développement personnel créée par l'auteur de science-fiction et fondateur de la Scientologie L. Ron. Hubbard. Elle s'appuie sur de nouveaux concepts pseudoscientifiques  qui visent à l'identification et à la réduction systématique d'images mentales négatives inconscientes nommées engrammes.
« Dianétique » est un néologisme qui veut signifier « à travers l'âme » (du grec dia « à travers » et noos « âme »). Selon ses détracteurs, le suffixe « ique » sert aux pseudo-sciences à suggérer l'idée d'une science exacte.
Aucune étude scientifique, à ce jour, ne valide les présupposés et les pratiques de la dianétique,,.

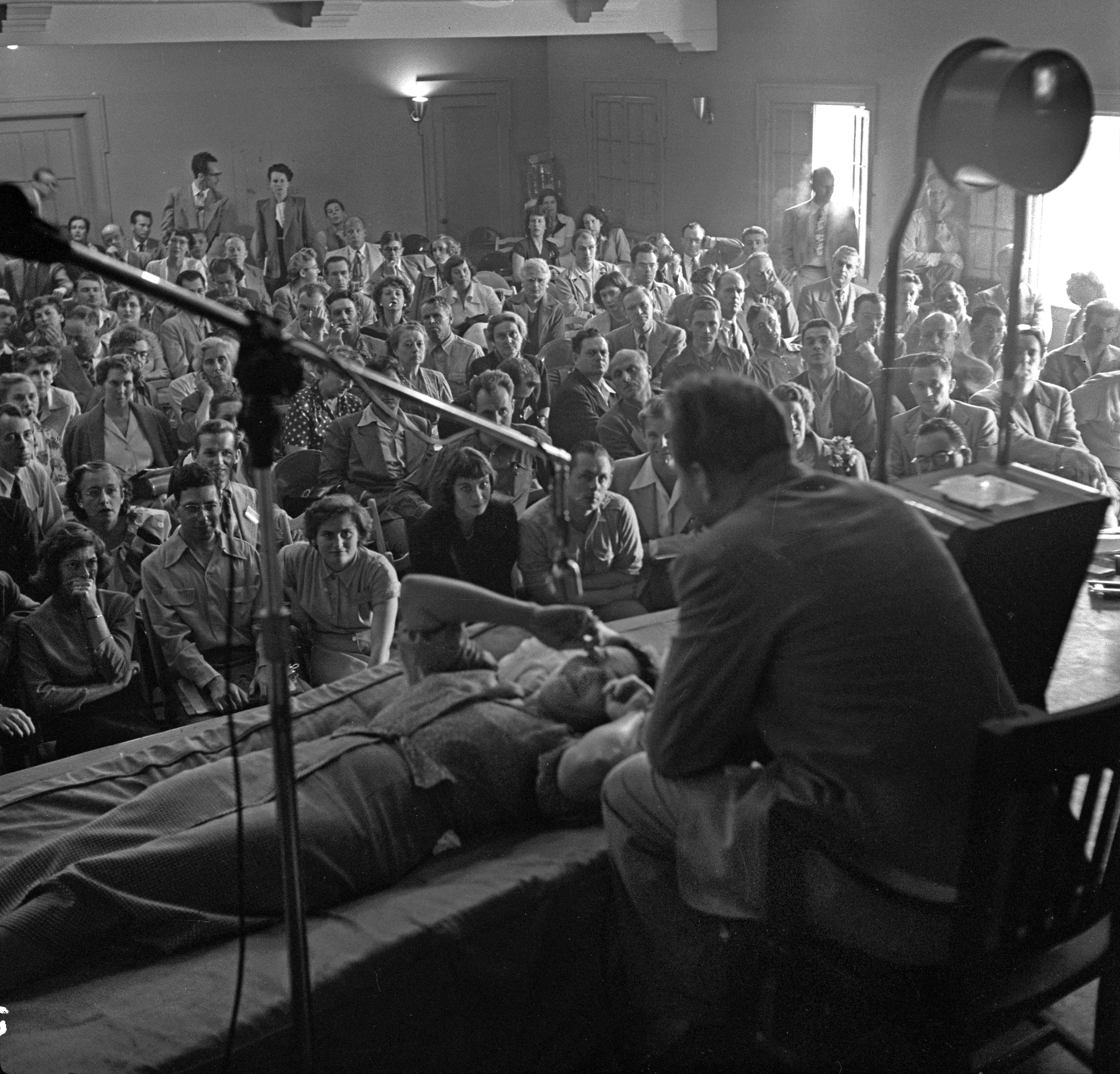
Ron Hubbard lors d'un séminaire sur la dianétique (Los Angeles, 1950).

## Historique
Le premier article de Ron Hubbard sur la dianétique parut en mai 1950 dans le magazine Astounding Science-Fiction dont il était un auteur habituel.
L'article avait été annoncé depuis plusieurs mois par le rédacteur en chef John W. Campbell qui le présentait comme un travail scientifique important.  
En parallèle paraissait, le 8 mai 1950, le livre Dianétique : La science moderne de la santé mentale. Après plusieurs années de recherches personnelles, Ron Hubbard y déclare avoir identifié la source des maladies psychosomatiques. Pour lui, la dianétique correspond à une approche scientifique et rationnelle de la psychologie. 
La méthode de dianétique connut un succès rapide. Dès juillet, le livre était un best-seller et des « clubs de dianétique » se créèrent un peu partout aux États-Unis pour expérimenter la méthode d'audition décrite par Hubbard. À ce moment, l'association américaine de psychiatrie exigea que la dianétique soit soumise à une enquête scientifique.
Toujours en 1950, Hubbard, écrivain de science-fiction, recherche l'appui d'A. E. van Vogt, un auteur de science-fiction populaire à l'époque. Très réticent au premier abord à apporter son soutien à Hubbard, Van Vogt finira quelques semaines plus tard par s'occuper d'une Hubbard Dianetics Foundation établie en Californie. Toutes les foundations établies aux États-Unis fermèrent en moins d'un an, faute d'argent. 

### Scientologie
En 1952, Ron Hubbard fonde l'Église de scientologie, dont l'un des buts est de promouvoir et mettre en œuvre la dianétique. Dans les années 1990, cette organisation a successivement obtenu un statut fiscal de religion aux États-Unis, a été classée comme secte en Belgique, et a été qualifiée de « mouvement politique extrémiste » en Allemagne.

## Théorie de la dianétique

### Aperçu
Le livre La Dianétique est sous-titré La puissance de la pensée sur le corps. Cet ouvrage compte 594 pages dans son édition moderne de 2003 en français. Le livre, largement remanié au cours du temps, se veut le résultat de « nombreuses années de recherches rigoureuses et d'expériences minutieuses » sans que l'auteur ne cite d'étude chiffrée vérifiable ni de publication dans une revue scientifique.

### «Mental analytique» et «mental réactif»
Dans la théorie « psychologique » formulée par Ron Hubbard, une première clé pour comprendre le fonctionnement de l'inconscient est la déconnexion entre le mental analytique actif et le mental engrammé réactif.
Le « mental analytique » ou moi sain correspond au fonctionnement de l'esprit quand son niveau de conscience est sain ou non perturbé. En régime normal, l'individu utilise son « mental analytique » pour agir face aux circonstances de manière rationnelle et adaptée.
Cependant, d'après Ron Hubbard, quand un sujet rencontre des situations de vie où il doit faire face à des épreuves ou chocs émotifs qui sont au-dessus de ses forces, il succombe. Dans ces circonstances, le précurseur de la scientologie indique que le « mental réactif » ou moi névrotique prend le relais, passant en un « pilotage automatique » très primaire et totalement inconscient. Il provoque typiquement immédiatement l'une ou l'autre des réactions suivantes : l'attaque, la fuite, l'évitement, la négation, selon l'engramme subi.
Dans cette théorie, aucune de ces réactions n'est considérée comme bonne. Le « mental réactif » agit sans raisonnement. Mais l'intervention du « mental réactif » ne prendrait place que lorsque le « mental analytique » est hors d'état. Ses interventions seraient donc inconscientes, non optimales, mais nécessaires pour éviter la « paralysie par indétermination ». Elles sont donc axées sur la survie, seul but vers lequel sont tournés les mécanismes de défense primordiaux de l'individu.

### Engrammes et enregistrement mémoriel
La deuxième clé de la dianétique est le fonctionnement de la mémoire et son occultation progressive par ce que l'auteur définit comme étant des « engrammes ».
Pour Ron Hubbard, au départ, chaque individu est doté d'une mémoire créée parfaite, complète, utilisable, théoriquement capable d'accéder instantanément à tout souvenir de ses activités passées. Selon lui, toutes les perceptions de l'organisme sont enregistrées et potentiellement accessibles pour le « mental analytique », et ce depuis le premier instant de la conception de l'œuf (étant entendu que les perceptions d'un œuf fécondé, puis d'un embryon, n'ont rien à voir avec l'expérience commune, et sont, de ce fait, difficilement identifiables en tant que souvenirs).
Dans sa vie, l'individu peut faire face à des situations d'échec radicales ou à des chocs émotifs violents. Dans ces situations, le « mental analytique » ne fonctionne plus et laisse place au mental réactif qui enregistre la souffrance (en dianétique, on emploie le terme succomber).
Pour les scientologues (les neurologues n'ont pas la même définition du mot engramme), la résultante est un engramme, un enregistrement complexe de la mémoire inconsciente qui emprisonne à la fois la charge émotionnelle forte causée par la douleur ou la souffrance ainsi que toutes les perceptions associées à cet instant. Ces perceptions seraient enregistrées, mais ne sont plus accessibles par le « mental analytique » dans un rappel mémoriel normal. Selon ce raisonnement, les perceptions brutes resteraient accessibles au « mental réactif ».

### Activation des engrammes
D'après l'auteur de la théorie, un « engramme » peut ne jamais être réactivé. Il reste « dormant » sans autre dommage qu'une perte d'accès à la mémoire.
Lorsque le sujet se trouvera à l'avenir dans un état de conscience déprimé, avec le « mental réactif » aux commandes, il peut se retrouver face à une situation comportant assez d'éléments semblables à l'événement auquel il a précédemment succombé. Dans ce cas, le « mental réactif » accède aux enregistrements de l'engramme, et peut y trouver la perception de paroles qui avaient été proférées à cet instant (« dors », « va-t'en », « tais-toi », etc.). Il prend cela comme un ordre ou un conseil, solution immédiate de son problème : l'injonction est exécutée à la lettre, suivant un mécanisme qui rappelle l'hypnose. C'est la première activation de l'engramme, qui conduit à un premier comportement aberrant.
Le comportement aberrant fait boule de neige, s'activant de plus en plus fréquemment et créant des « chaînes d'engramme » dans lesquelles chaque intervention du « mental réactif » s'explique par l'activation du complexe précédent et empêche une intervention correcte du « mental analytique », facilitant encore plus une défaillance ultérieure. Par leur accumulation, les chaînes d'engrammes entravent progressivement le fonctionnement du « mental analytique ».

### Comportement «aberré»
D'après Hubbard, l'engramme activé induit un type de comportement répétitif, qui peut aller à l'encontre des intérêts objectifs de l'individu, et à la longue lui gâcher la vie. Avec l'accumulation des réactivations, le « mental analytique » devient progressivement paralysé, et la mémoire de plus en plus inaccessible. C'est ce que Ron Hubbard appelle un « comportement aberré ».

## Audition dianétique
La dianétique est focalisée sur la technique de l'audition dianétique. Cette audition est un processus qui doit nécessairement se dérouler entre deux personnes volontaires ou qui acceptent la séance : l'auditeur, supposé objectif et analytique, et l'autre, qui entre en contact avec ses engrammes inconscients pour s'en libérer. La théorie se limite à fournir aux auditeurs les points de repère pour leur intervention. L'auditeur n'est pas nécessairement membre ou formé par l'Église de scientologie (bien qu'en pratique, la dianétique soit surtout diffusée par elle). La méthode de base (telle qu'exposée par l'auteur dans son livre fondateur) est volontairement exposée de manière très simple, concrète et pragmatique, de manière à la rendre facile à mettre en œuvre par un auditeur en auto-formation (dont le livre est la seule référence).
L'audition doit permettre de libérer l'« énergie » qui serait entravée par les engrammes afin de donner davantage de conscience à l'organisme et à l'activité spirituelle de l'individu pour finalement libérer l'homme des comportements aberrés causés par ses engrammes. Lorsque celui-ci a achevé le « nettoyage de ses neurones », il est devenu un « clair/sain/objectif », c'est-à-dire un être doué d'une capacité d'action libre, responsable, et non déterminée par un quelconque engramme. Celui qui commence une thérapie dianétique est par conséquent qualifié de « pré-clair ».
Pour défaire les engrammes, l'auditeur pratique le rappel dianétique.

### Rappel dianétique
Lors de l'audition dianétique, l'auditeur demande au pré-clair de se remémorer les traumatismes de son passé, ou engrammes, pour se replonger « dans » l'évènement, pour « le revivre de l'intérieur » de manière contrôlée afin de réduire l'émotion et les souvenirs perceptifs associés.
Les premiers exercices de rappel portent sur des scènes simples, à titre d'apprentissage et de contrôle.

### Mécanisme de réduction des engrammes
Pour l'auditeur, le mécanisme consiste à renvoyer le pré-clair à un événement ciblé dans le passé, et à le « repasser » de manière répétitive, jusqu'à ce que toute charge émotionnelle en soit évacuée. Le pré-clair prend ainsi progressivement conscience (par son « mental analytique » et dans un état de conscience élevé) de tous les éléments qui avaient été fidèlement enregistrés, mais qui sur le moment n'étaient pas passés par le « mental analytique », parce que le « mental réactif » était aux commandes.
Le rappel « met au clair » le souvenir en question, ce qui a un double effet. D'une part, puisque la charge émotionnelle du souvenir verrouillait toutes les « chaînes d'engrammes » qui en partaient ; la clarification de la source désamorce toute la chaîne. N'étant plus protégés par la charge affective amont, les engrammes s'étiolent, et perdent leur effet aberrant sans traitement particulier. D'autre part, la présence de l'engramme perturbait l'accès du « mental analytique » aux éléments mémorisés dans la chaîne amont. La mise au clair d'une charge affective libère l'accès à un niveau précédent de la « chaîne d'engrammes » associée.
De proche en proche, l'auditeur accède à la première activation de l'engramme, qu'il peut clarifier, puis à l'engramme lui-même, qu'il peut réduire, et enfin au Graal dianétique qu'est le « basique-basique », c’est-à-dire le premier des engrammes reçu par l'organisme. Quand ce dernier est atteint, la fin de la mise au clair est proche.

### Déroulement d'une séance dianétique
Une thérapie dianétique se déroule par séances d'une heure ou deux, à raison typiquement d'une à deux séances par semaine. L'intervalle entre les séances fait partie de la thérapie. Selon les scientologues, il permettrait en quelque sorte de « décanter » l'effet des clarifications obtenues dans la séance précédente. Pendant ce temps, les charges affectives situées en « aval » de l'engramme traité auraient le temps de s'évacuer ; mais les charges « amont » resteraient sensibilisées et plus facilement localisables.
La séance s'ouvre et se conclut normalement par une procédure fixe. La formule d'introduction est du type « Je vais compter jusqu'à trois. Vous allez fermer les yeux. Vous allez vous rappeler tout ce qui va se passer. Vous pourrez à tout moment demander à mettre fin à la séance. Un, deux, trois… ». En conclusion de séance, la formule de rappel est du type « Quand je frapperai des mains, toute suggestion de ma part sera annulée, et vous ouvrirez les yeux ». Ces formules sont clairement l'antithèse de formules hypnotiques : il s'agirait d'une précaution destinée à protéger un pré-clair qui y serait sensible contre toute mise en condition hypnotique involontaire par l'auditeur, en encadrant la séance par des suggestions de désamorçage.

### Rôle de l'auditeur
Les ordres de l'auditeur sont toujours extrêmement simples. Il ne dialogue pas avec le pré-clair, il le pilote. L'éthique stricte de l'auditeur veut qu'il ne discute jamais de son cas avec un audité (au moins, tant qu'il n'a pas atteint l'état de « clair »).
L'ordre de base est du type : « remontez au plus ancien événement douloureux accessible », ou « remontez au premier souvenir accessible contenant le mot X ». Les ordres de déplacement dans le temps qu'il donne s'adressent non au pré-clair lui-même, mais directement à sa mémoire. Ils permettent de situer le souvenir à réduire. La théorie dianétique veut en effet que la mémoire soit capable de répondre à de telles injonctions, et de fournir les éléments mémoriels recherchés, même quand le pré-clair ne sait pas les situer dans le temps.
Une fois le souvenir atteint, l'ordre est du type « passez dans ce souvenir et décrivez ce que vous percevez ». L'auditeur a ici pour rôle d'évaluer la qualité de la perception, de noter les souvenirs qui émergent progressivement, et d'observer sur les « signaux non verbaux » du pré-clair la manière dont la charge affective liée au souvenir se dissipe progressivement. Les signes de malaise sont généralement évidents en début de cycle, non que la séance soit douloureuse, mais parce que les réactions enregistrées lors du souvenir sont à nouveau somatisées : agitation, rougeurs… La consigne donnée au pré-clair de décrire ce qu'il perçoit permet de forcer la perception de la scène par le « mental analytique », assurant par le fait même qu'il est aux commandes.
Le souvenir est repassé (« repassez dans cette scène ») jusqu'à ce qu'aucune charge affective ne soit apparente : la scène peut être intégralement rappelée sur un ton de conversation courante, sans émotion particulière.
Il est alors possible de passer à la réduction suivante, ou ce peut être un bon point pour achever la séance.

### Recherche des engrammes
Dans les cas simples, le travail de l'auditeur se limite à rechercher l'engramme ou l'activation la plus ancienne possible, à la réduire, et à recommencer. C'est ce qui correspond aux relances du type : « remontez au plus ancien événement douloureux accessible ». Dans ces cas simples, Hubbard annonce que quelques dizaines d'heures d'audition dianétique peuvent suffire pour arriver à l'état « clair ». Cependant, ces cas restent exceptionnels, et des situations plus complexes peuvent se rencontrer.
Les cas deviennent complexes quand la ligne de temps « fait des nœuds » dans l'enregistrement de la mémoire. C'est typiquement le cas lorsqu'un engramme contient une injonction du type « retourne là-bas » ou « c'est inversé », qui sont interprétées littéralement par la restitution de la mémoire, et entraînent des confusions dans la direction temporelle. L'auditeur croit réduire une charge située en amont alors que le souvenir rapporté est tardif et secondaire. Sa réduction est inefficace et ne fait rien progresser.
L'arme de l'auditeur est typiquement d'identifier dans les expressions répétées par le pré-clair (dans ses tics de langage, ou dans les souvenirs déjà remontés) une expression susceptible d'être impliquée dans un engramme. L'ayant située, l'auditeur demandera « répétez X », un certain nombre de fois, pour sensibiliser la racine, puis « remontez au premier souvenir accessible contenant le mot X ». D'autres fois, il faudra plusieurs séances de sensibilisation pour situer et réduire l'origine de la confusion sur la ligne de temps elle-même.

## Critiques de la technique
La dianétique est un exemple de pseudoscience, reposant sur des concepts et affirmations non démontrés.

### Efficacité clinique
La dianétique à ce jour n'a fait l'objet que de deux études statistiques pour en évaluer l'efficacité. L'une de ces études est accessible en ligne. Cette étude porte sur les « arguments de vente » mis en avant par les tenants de la dianétique : augmentation des capacités intellectuelles, capacités accrues en calcul mental, résolution des névroses. Elle montre qu'il n'y a aucun effet détectable sur l'échantillon testé après quelques dizaines d'heures d'audition.
La dianétique favoriserait des dynamiques d'identification qui conduisent à ce que l'auditeur prenne d'abord la place d'idéal du moi de l'audité,  avant que cette instance psychique se dissolve complètement à la faveur des interventions de place des auditeur et audité.

### Éthique et déontologie
L'Unadfi considère l'audition comme une forme de psychothérapie qui peut être néfaste pour le sujet ; le procédé est jugé mécanique, dénué de la dimension de l'humain.
André Frédéric souligne « l’absence de confidentialité des données personnelles des clients (suivant le terme utilisé par la Scientologie) : lors des séances de Dianétique, les clients sont appelés à dévoiler des aspects intimes de leur vie ou des souvenirs douloureux. Tout est noté et versé dans les dossiers. Face à l’organisation, le client n’a pour ainsi dire plus aucune vie privée, il est totalement transparent. »

### Église de scientologie
La dianétique est à peu près indissociable de l'Église de scientologie. Les détracteurs de cette dernière affirment qu'avec des tests de personnalité cryptiques ou des méthodes de coaching personnel, la dianétique fait partie des méthodes d'approche et de séduction visant le recrutement de nouveaux adeptes, notamment des personnes vivant une certaine instabilité. En France, cette organisation fait régulièrement l'objet de critiques la qualifiant de secte et lui reprochant notamment d'inciter ses « clients » à une escalade de thérapies coûteuses,.